# Иржик, Ярослав
Ярослав Иржик (чеш. Jaroslav Jiřík; 10 декабря 1939, Войнув Местец, Протекторат Богемии и Моравии — 11 июля 2011, Брно, Чехия) — чехословацкий хоккеист, правый крайний нападающий, один из лидеров сборной Чехословакии в 60-е годы XX века.
В чемпионате Чехословакии отыграл 17 сезонов ("Сокол Кладно", "ЗКЛ/Руда Гвезда Брно"), забросил 300 шайб в 450 матчах. Участник девяти чемпионатов мира (1959, 1960, 1963-69), трех олимпийских турниров (1960, 1964, 1968). За сборную Чехословакии сыграл 134 матча, забил 83 шайбы. В 1969 году (с разрешения Чехословацкого Хоккейного Союза) стал вторым игроком из Европы (после шведа Ульфа Стернера) и первым хоккеистом из "социалистического лагеря" сыгравшим в НХЛ. Основную часть своего единственного североамериканского сезона провел в клубе "Канзас-Сити Блюз" из Центральной Хоккейной Лиги (53 матча, 35 очков (19+16)). В регулярном чемпионате НХЛ сыграл за "Сент-Луис Блюз" 3 игры (0 очков). В мае 2010 года был включен в Зал славы чешского хоккея. Погиб в авиакатастрофе сверхлегкого самолета в северном предместье Брно 11 июля 2011 года.

## Достижения
- Шестикратный чемпион Чехословакии (1959, 1962-66).
- Трёхкратный обладатель Кубка Европейских Чемпионов (1966-68).
- Включен в символическую сборную чемпионата мира (1965).
- Член Зала славы чешского хоккея (с мая 2010).